# 체로키 네이션

오클라호마주의 위치

체로키 네이션(Cherokee Nation)은 미국 연방 정부에서 공인한 체로키족의 조직된 부족 중 가장 큰 부족이다. 여기에는 증가하는 압박으로 인해 남동부에서 인디언 준주로 이주한 올드 체로키 네이션(Old Cherokee Nation) 구성원의 후손과 눈물의 길을 따라 강제로 이주한 체로키족이 포함된다. 2023년 기준으로 450,000명이 넘는 사람들이 체로키 국가에 등록되어 있다.
오클라호마주 탈레쿠아에 본부를 두고 있는 체로키 네이션은 오클라호마 북동쪽 모퉁이에 있는 14개 카운티에 걸쳐 보호구역을 보유하고 있다. 여기에는 아데어군 (오클라호마주), 체로키군 (오클라호마주), 크레이그군 (오클라호마주), 델라웨어군 (오클라호마주), 메이스군, 매킨토시군 (오클라호마주), 머스코지군, 노와타군, 오타와군 (오클라호마주), 로저스군, 시쿼야군 (오클라호마주), 털사군, 웨거너군, 워싱턴군 (오클라호마주)이 포함된다.